# دوج وایپر

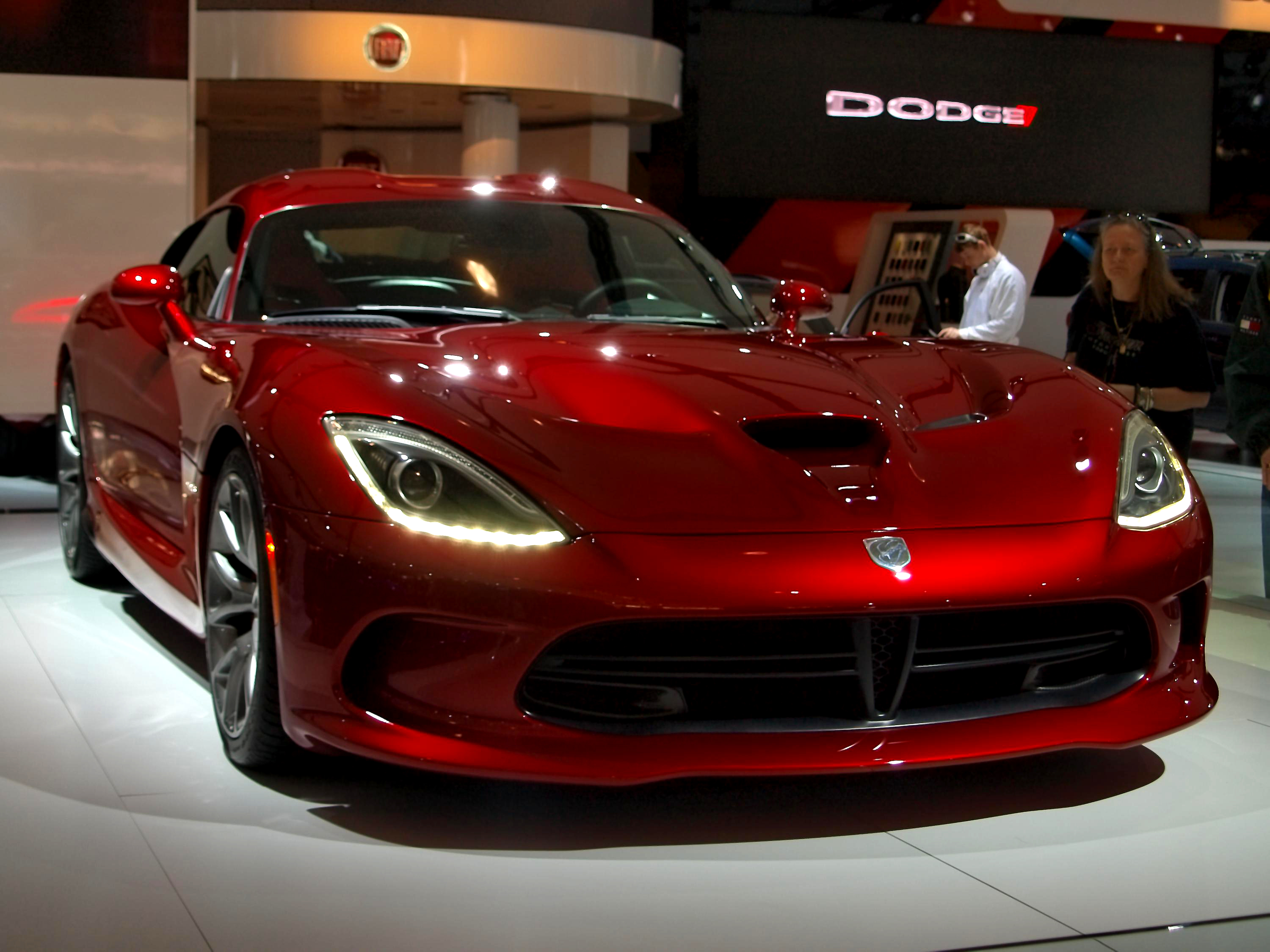
SRT-10

دوج وایپر (به انگلیسی: Dodge Viper) یکی از مدل‌های محبوب خودروهای گروه اس‌آرتی است.

## نگارخانه

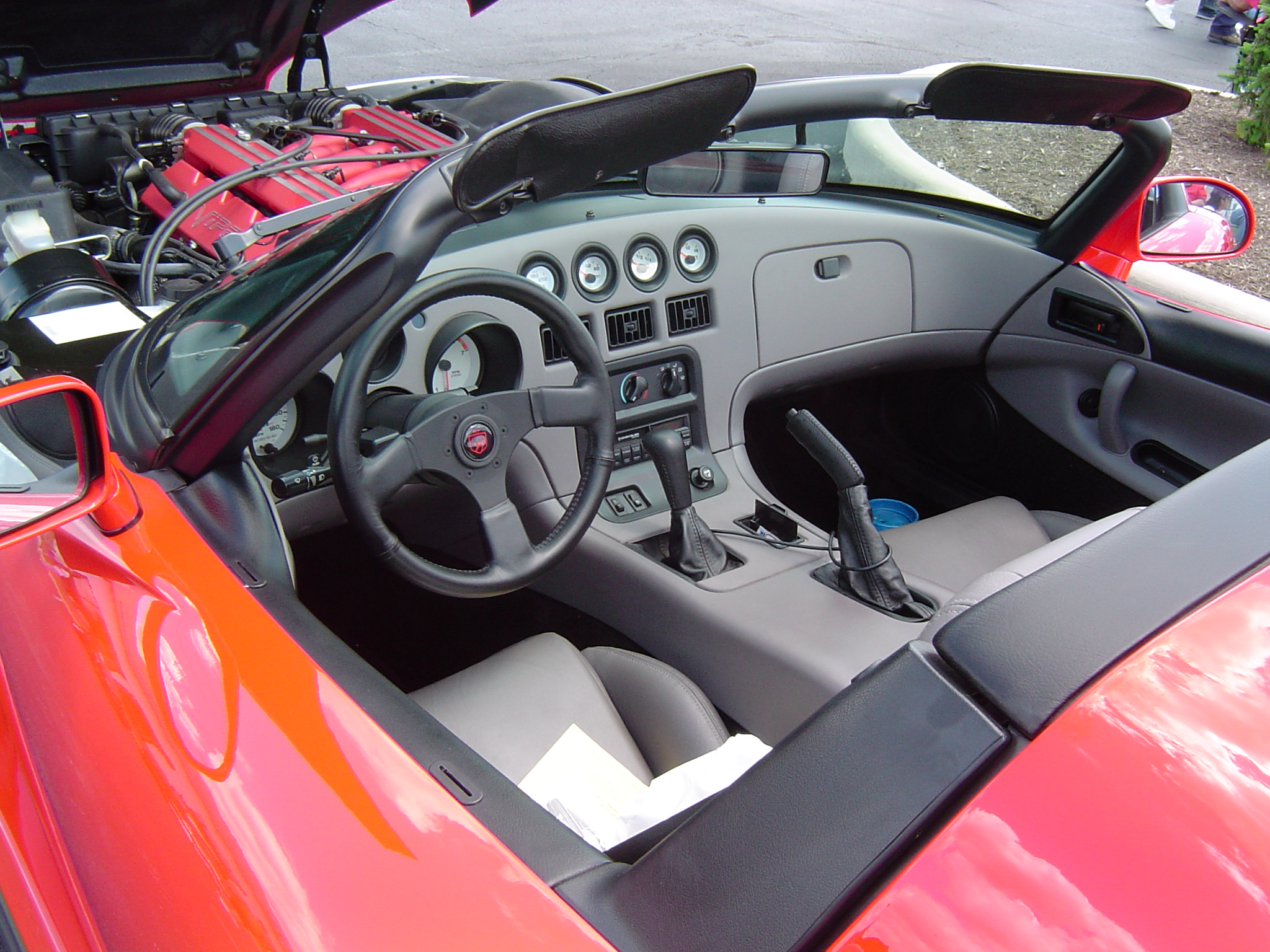
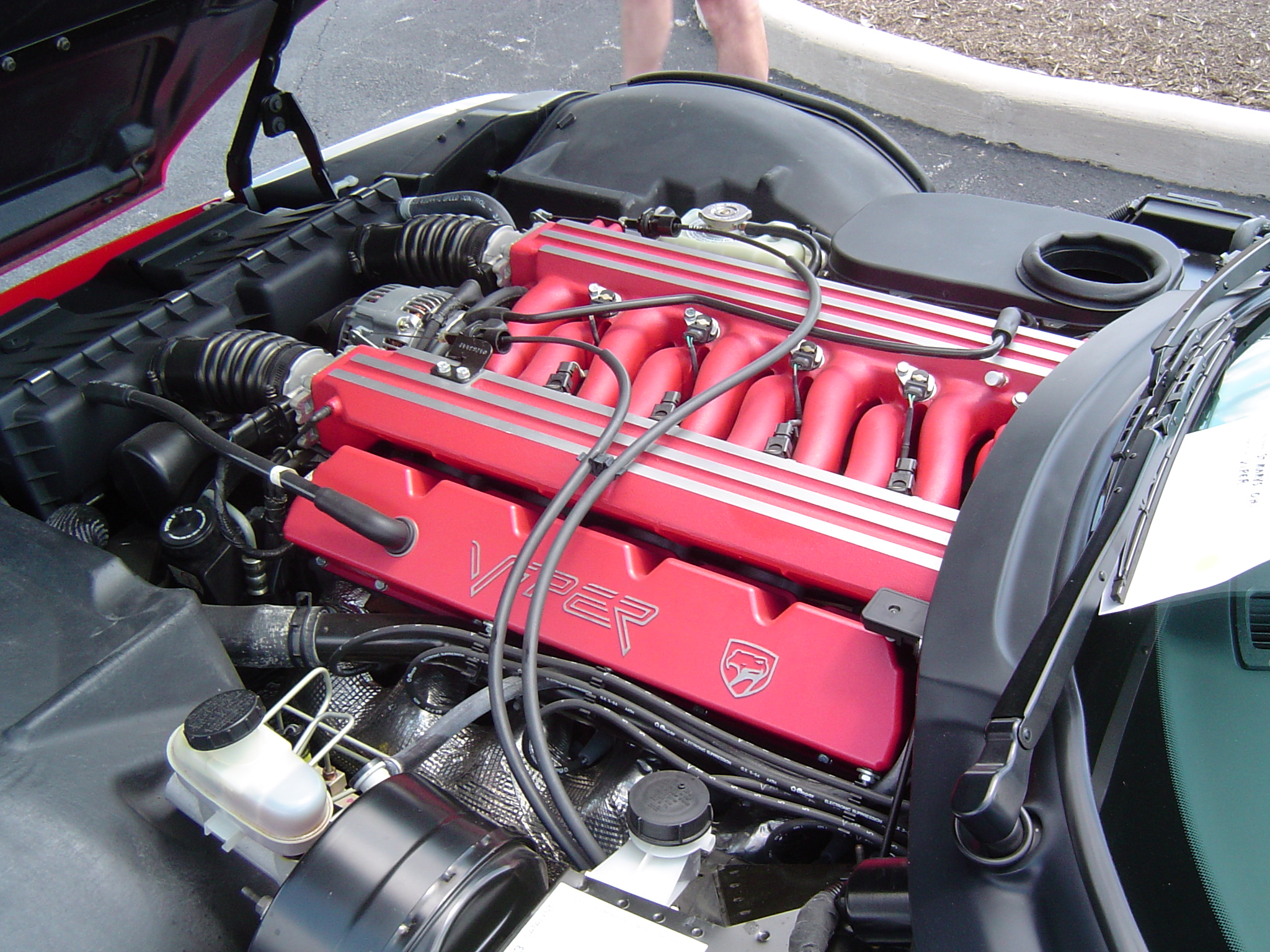
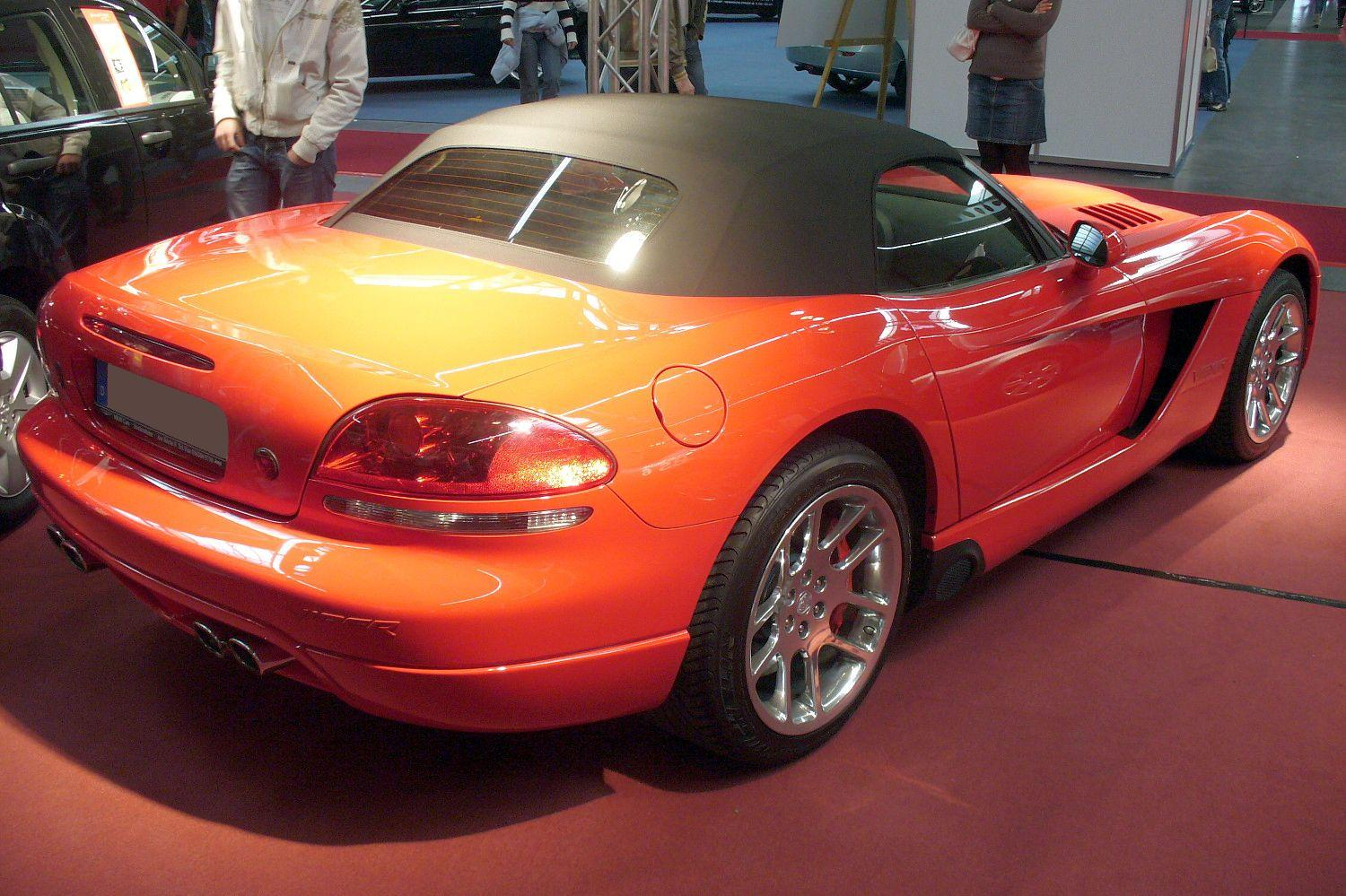
دوج وایپر مدل SRT-10 ده سیلندر دارد